# Varroa destructor

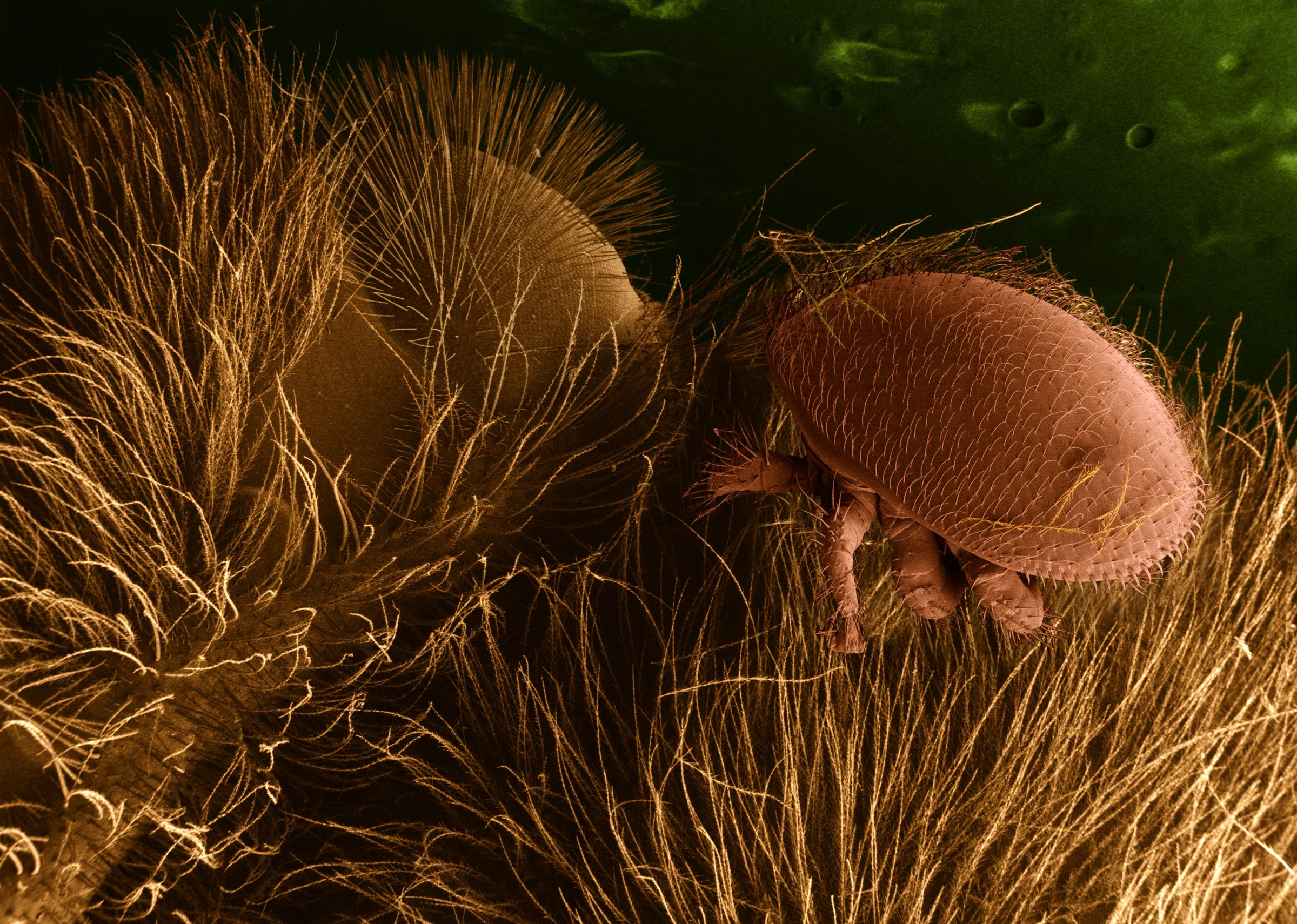
Imatge al microscopi (LTSEM) de Varroa destructor sobre una abella

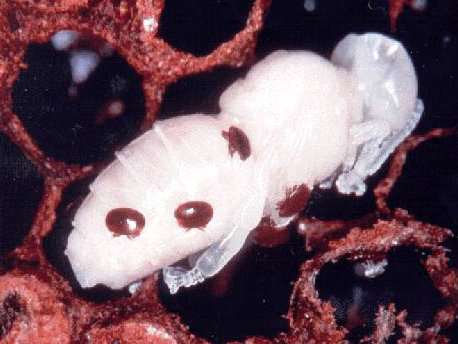
Varroa sobre pupes

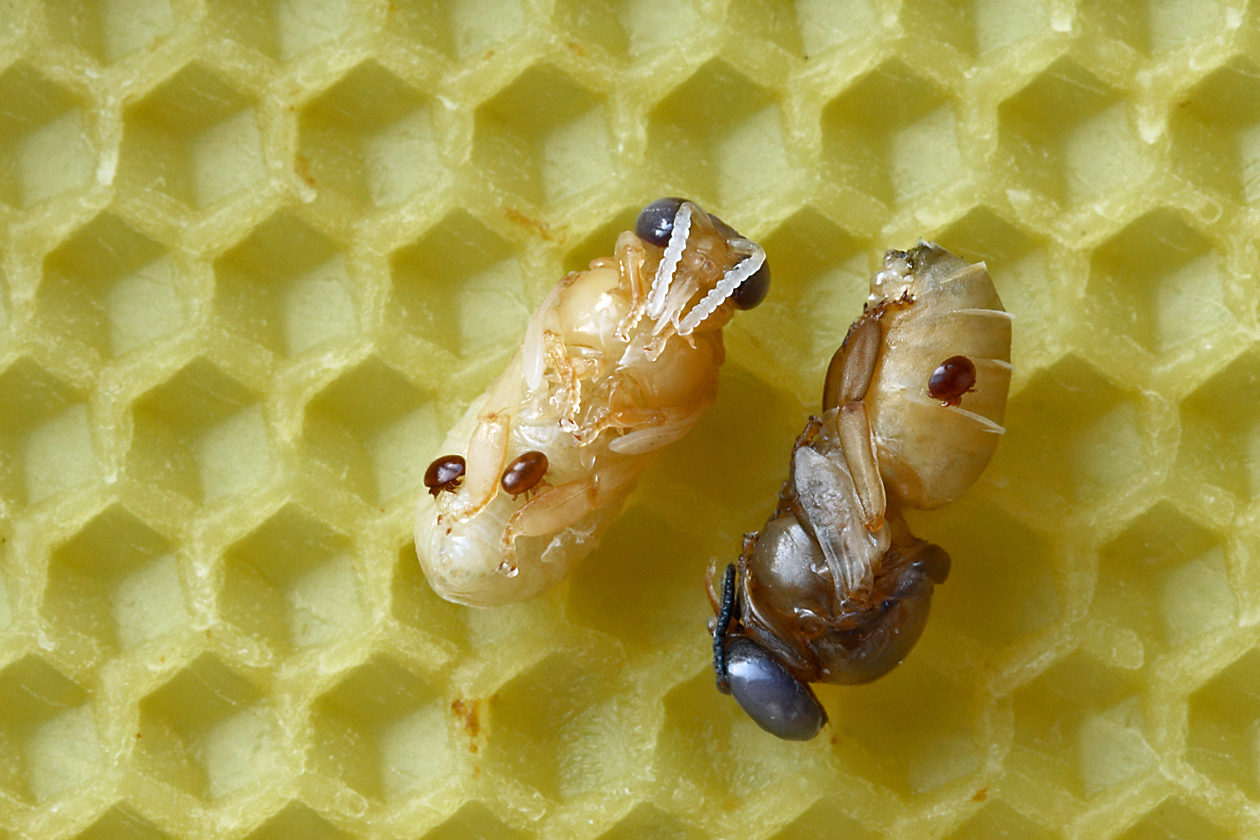
Varroa sobre pupes

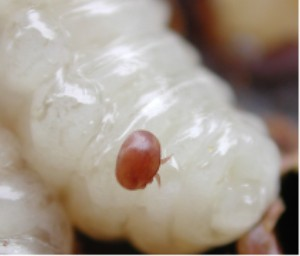
Varroa destructor sobre larva d'abella.

Varroa destructor és un àcar paràsit extern que ataca les abelles Apis cerana i Apis mellifera. La malaltia causada se'n diu varroosi i és la principal malaltia que actualment afecta les abelles, està estesa per la major part de les zones amb apicultura del món.
La varroa era només un paràsit habitual de l'abella asiàtica (Apis cerana). Al segle xix, a l'est de Rússia, les abelles habituals de l'apicultura (Apis mellifera) portades a aquesta zona, entraren en contacte amb les asiàtiques i el paràsit passà d'unes a les altres. Els eixams infectats, en traslladar-se, han estès la varroa a gran part del món. Per ara no han arribat a Austràlia.
Varroa destructor només es pot multiplicar en colònies d'abelles. Ataca el cos de l'abella i la debilita al alimentar-se del seu cos greixós. En aquest procés l'àcar estén virus ARN com és el virus de deformació de les ales a l'abella. Una infestació significant porta a la mort de tota la colònia d'abelles, això passa normalment de finals de tardor fins al principi de primavera. La varroa és el paràsit de més importància econòmica en l'apicultura. Pot contribuir a l'anomenat “desordre del col·lapse de la colònia” que amenaça els ruscos de tota Amèrica del Nord.

## Descripció física
L'adult de la varroa és de color marró vermellós amb una forma aplanada, fa 1-1,8 mm de llarg i 1,5-2 mm d'amplada; té vuit potes.

## Reproducció, infecció i mortalitat de la colònia
La varroa es reprodueix en cicles de 10 dies. La femella de la varroa entra a una cel·la de cria d'abella. Tan aviat com les abelles tapen la cel·la, la varroa pon ous a la larva d'abella, principalment en mascles, (abellots). Les varroes joves surten de l'ou aproximadament en el mateix temps que les joves abelles es desenvolupen i deixen la cel·la i les varroes es van estenent entre altres abelles adultes i larves.
Els adults xuclen la "sang" (hemolimfa) de les abelles adultes per alimentar-se, deixant ferides obertes. Les abelles atacades són més propenses a infeccions. Amb l'excepció d'algunes línies genètiques d'abelles (de Rússia o del Magreb per exemple) les abelles de l'espècie dominant en l'apicultura mundial Apis mellifera són quasi completament indefenses enfront d'aquests paràsits (Les abelles de Rússia, segurament per haver entrat en contacte amb el paràsit des de fa dos-cents anys, són d'un terç a un 50% menys susceptible a la reproducció aquest àcar). L'abella asiàtica Apis cerana, que ha estat en contacte amb la varroa durant mil·lennis, ha desenvolupat estratègies de neteja contra el paràsit de manera que la vida de la colònia no corre perill.
En dotze setmanes el nombre de varroes es pot multiplicar per dotze. Quan arriba la tardor i deixa d'haver-hi abelles mascles, la varroa pon ous en les abelles femelles i pot eliminar tota la colònia.

### Dates d'introducció de la varroa
- A principis de 1960 al Japó, i la Unió Soviètica
- 1960--1970 Europa de l'Est
- 1971 Brasil
- Finals de 1970 a Amèrica del Sud
- 1982 Itàlia
- 1984 Suïssa, Espanya, Itàlia
- 1987 Portugal
- 1987 EUA
- 1989 Canadà
- 1992 Anglaterra
- 2000 Nova Zelanda (Illa del Nord)
- 2006 Nova Zelanda (Illa del Sud)[2]
- 2007 Hawaii[3][4]

## Identificació
Varroa destructor fins fa poc s'identificava amb Varroa jacobsoni. Les dues espècies ataquen a Apis cerana. fins a l'any 2000 no es van considerar com espècies separades, però la que parasita Apis mellifera és Varroa destructor.

## Control o mesures preventives
Alguns sistemes, molt intensius en l'ús de mà d'obra, permeten fer que l'àcar faci la posta en un lloc preparat i poder destruir-la amb mitjans fisics.
La lluita química té dos problemes principals: deixar residus en la mel i l'aparició de resistències al producte químic per part del paràsit que acaben fent-lo inútil.
Productes químics naturals: Àcid oxàlic i timol (extret de la farigola). El timol mata pràcticament el 100% de la varroa sense afectar gairebé les abelles.